# 雄大 (企業)
雄大株式会社（ゆうだい）は、静岡県東部を中心に飲食店事業などを手掛ける企業。

## 概要
1986年創業。当初は株式会社ユーダイとして節電機器の開発販売を行っていた。その後、カラオケ、宅配ピザ、携帯電話販売などの事業を展開。2000年に雄大株式会社へと社名を変更し、以降は飲食事業を拡大している。
全店舗共通の「雄大ポイントカード」を発行しており、利用金額によりポイントを取得し、特典や割引を受けることができる。
マスコットキャラクターはフクロウをモチーフにした「ふくちゃん」。のちにもう一体追加され、「ゆうふく・こふく」となった。
社是として「遊楽」（ゆうらく）を掲げる。社歌は、ご当地アイドルグループのORANGE PORTが歌う「with U ～僕らのミチシルベ～」。
社会・地域貢献活動として、ホタルの幼虫放流会、地域活動への協賛、沼津夏祭り狩野川花火大会への花火提供、静岡県東部市町における健康診断受診者への金券提供などを行っている。また、従業員有志による地域清掃活動、募金・義援金活動、よさこい東海道へのチーム「大富士with雄大グループ」参加なども挙げられる。

## 関連会社
- 株式会社八宏園
- 株式会社ユアネット
- 熱函ゴルフセンター有限会社
- 雄大ゴルフセンター有限会社
- Grandeur株式会社

## 沿革
会社サイトの会社沿革より一部抜粋、修正、加筆をおこなっている。
- 1986年 1月 - 株式会社ユーダイ設立。節電機器「ミニグラマー」開発販売
- 1996年10月 - 携帯電話販売を開始
- 2000年 1月 - 雄大株式会社に社名を変更。インターネット事業部ネクサイト開始
- 2006年 1月 - 雄大株式会社創立20周年
- 2006年 2月 - 新社屋「雄大フォーラム」設立
- 2009年 6月 - ビューティーワークス株式会社設立
- 2009年10月 - 熱函ゴルフセンター有限会社を子会社化
- 2011年 9月 - 無借金経営達成
- 2014年 6月 - 雄大フェスタオープン
- 2016年 1月 - 雄大株式会社創立30周年
- 2016年 2月 - 雄大グループ創立30th「223 Music Fes」開催[6][7]
- 2016年 9月 - 有限会社西山（ゴルフプラザ西山）を子会社化、雄大ゴルフセンター清水町としてリニューアルオープン[8]
- 2016年11月 - 雄大フェスタをコラボカフェとしてリニューアルオープン
- 2017年 6月 - Grandeur株式会社設立
- 2018年 5月 - 本部事務所を沼津市三園町へ移転
- 2018年10月 - 土屋大雅代表取締役社長就任。日本語学校Grandeur Global Academyを沼津市高島本町にオープン
- 2020年     - 新型コロナウイルス（COVID-19）の流行拡大に伴う営業の見直し（営業時間の変更、一部店舗の休店・閉店、テイクアウトの拡充など）

## 店舗一覧
会社サイトの店舗一覧より作成（2020年11月時点）。

### 飲食事業
- 甲羅本店 八宏園

沼津店、富士店、御殿場店
- 創作料理ゆうが

沼津店、三島店
- カルビ一丁

沼津店、大仁店、御殿場店
- 赤から

三島店、沼津店、御殿場店、富士店、函南店
- 福食ダイニングえびす家

富士店
- 雄大フェスタ
- 沼津うまいラーメン松福ファミリー

呉服町通り店
- 大阪焼肉・ホルモンふたご

呉服町店
- 串家物語

ららぽーと沼津店
- 吉祥庵

ららぽーと沼津店、らららぽーと愛知東郷店
- 大衆酒場イマさん
- VANSAN

ザザシティ浜松店
- カラオケ ラジオシティー

沼津駅北店、三島駅前店、御殿場店、函南店

### レジャー事業
- 雄大ゴルフセンター 熱函
- 雄大ゴルフセンター 清水町

### 通信事業
- ドコモショップ

ららぽーと沼津店
- auショップ

沼津原店
- ソフトバンクショップ

大仁店、下田店、三島文教町店

### インターネット事業
- ユアネット

### 教育事業
- Grandeur Global Academy

## 駅前にぎわい広場「雄大フェスタ」
駅前にぎわい広場「雄大フェスタ」は、雄大が沼津駅南口で営業している店舗。2014年6月に開業した。時期によりビアガーデンやラーメンフェスタなどを開催。昼間の時間帯は、農産物産市やフリーマーケットなどの出店者、およびステージを活用したイベント開催者を募り、中心市街地のにぎわいや活性化を図った。2015年10月1日から11月29日まで「静岡ラーメンストリート」、12月7日から2016年2月28日まで「牡蠣食べ放題」、2016年3月4日5月22日まで「焼肉食べ放題」、6月1日から9月22日まで「ビアガーデン」を営業。リニューアル工事に入る。
2016年11月8日に沼津を舞台としたアニメ『ラブライブ!サンシャイン!!』とのコラボカフェ「SUN!SUN!サンシャインCafe」としてリニューアルオープン。限定グッズの販売や、キャラクターをイメージした飲食物の提供の他、キャラクターの誕生日前後には特別限定メニューや誕生日ケーキを用意するなど、聖地巡礼に訪れたラブライバー（ラブライブ!シリーズのファン）などで賑わっている。
なお、当敷地は1957年6月から2013年1月まで営業していた西武百貨店沼津店の本館解体跡地で、隣接する日産レンタカー沼津店と共に暫定利用施設として営業している。これは沼津市が「沼津駅周辺総合整備事業」を計画・進行しているためである。敷地は西武鉄道グループの伊豆箱根鉄道が百貨店開業前から継続して所有していた。2017年10月に不動産事業を手掛けるヨシコンが取得し、跡地単独での再開発を検討していたが、沼津市はこれを認めず、2018年3月に都市再生機構（UR都市機構）を通じて再買収を行った。「雄大フェスタ」の営業は新型コロナウイルス緊急事態宣言発令に伴う一時閉店を経て継続していたが、沼津駅付近立体交差事業に関係する再開発の本格化に伴い、土地借用契約を更新せず2024年2月15日をもって閉店した。